# فيرغسون جنكينز
فيرغسون جنكينز (بالإنجليزية: Ferguson Jenkins) (و. 1943  م) هو لاعب كرة قاعدة كندي، ولد في تشاتام كينت، أونتاريو، مركز لعبه هو مرسل مطلق ‏.
.

## جوائز
حصل على جوائز منها:
- شارع المشاهير الكندي [الإنجليزية]‏ (2001)
- نيشان كندا من رتبة عضو.

## روابط خارجية
- فيرغسون جنكينز على موقع دوري كرة القاعدة الرئيسي (الإنجليزية)
- فيرغسون جنكينز على موقعبيزبول رفرنس.كوم (الدوري الرئيسي) (الإنجليزية)
- فيرغسون جنكينز على موقعبيزبول رفرنس.كوم (الدوري الثانوي) (الإنجليزية)
- فيرغسون جنكينز على موقع جمعية أبحاث البيسبول الأمريكية (الإنجليزية)
- فيرغسون جنكينز على موقع إي إس بي إن.كوم (أم.أل.بي) (الإنجليزية)
- فيرغسون جنكينز على موقع مشجعي الرسوم البيانية (الإنجليزية)
- فيرغسون جنكينز على موقع قاعة مشاهير كرة القاعدة (الإنجليزية)
- فيرغسون جنكينز على موقع قاعة كندا للمشاهير الرياضية (الإنجليزية)
- فيرغسون جنكينز على موقع قاعة أونتاريو للمشاهير الرياضية (مؤرشف) (الإنجليزية)